# الان يونغ
الان يونغ (بالإنجليزية: Alan Young)‏ ‏(19 نوفمبر 1919 - 19 مايو 2016)، هو ممثل بريطاني المولد وكندي وأمريكي، بدأ مسيرته الفنية عام 1939. كما أنه من الفائزين بجائزة إيمي.

## الأعمال
- هيدا هوبر
- مغامرات في أوديسي
- الفأر المتحري
- شرطي بيفرلي هيلز 3
- آلة الزمن
- السنافر
- قصص بطوطية
- باتمان
- رن وستمبي
- الساحرة المراهقة سابرينا

## وصلات خارجية
- الان يونغ على موقع IMDb (الإنجليزية)
- الان يونغ على موقع ألو سيني (الفرنسية)
- الان يونغ على موقع ميوزك برينز (الإنجليزية)
- الان يونغ على موقع أول موفي (الإنجليزية)
- الان يونغ على موقع قاعدة بيانات برودواي على الإنترنت (الإنجليزية)
- الان يونغ على موقع قاعدة بيانات الأفلام السويدية (السويدية)
- الان يونغ على موقع إن إن دي بي (الإنجليزية)
- الان يونغ على موقع قاعدة بيانات الفيلم (الإنجليزية)
- الان يونغ على موقع كينوبويسك (الروسية)